# Mary Ann Shadd Cary
Mary Ann Shadd Cary, née Marie Ann Shadd le 9 octobre 1823 à Wilmington, et morte le 5 juin 1893 à Washington est une journaliste et avocate américano-canadienne engagée contre l'esclavagisme. Elle a été la première afro-américaine à fonder un hebdomadaire en Amérique du Nord,,.

## Biographie

### Jeunesse et formation
Mary Ann Shadd est née à Wilmington, Delaware le 9 octobre 1823.  Elle est l'aînée des 13 enfants d'Abraham Doras Shadd (1801–1882) et d'Harriet Burton Parnell. Abraham D. Shadd était le petit-fils de Hans Schad, alias John Shadd, originaire de Hesse-Cassel. Il était arrivé en Amérique du Nord comme mercenaire allemand au Canada, servant au sein de l'armée britannique pendant la Guerre de Conquête contre les Français et leurs alliés amérindiens. L'histoire raconte que Hans Schad a été blessé et laissé à la garde de deux femmes afro-américaines, mère et fille, toutes deux nommées Elizabeth Jackson. Le soldat allemand et la fille se sont mariés en janvier 1756 et leur premier fils est né six mois plus tard.
A. D. Shadd était le fils de Jeremiah Shadd, boucher à Wilmington. Abraham Shadd a été formé comme cordonnier et a eu un magasin à Wilmington, puis, plus tard, dans la ville voisine de West Chester, en Pennsylvanie. Dans ces deux endroits, il a été un abolitionniste actif, un membre de l'American Anti-Slavery Society, nommé en 1833 président de la Convention nationale pour l'amélioration des hommes libres de couleur (National Convention for the Improvement of Free People of Color).
Quand il est devenu illégal d'éduquer des enfants afro-américains dans l'État du Delaware, la famille Shadd a déménagé en Pennsylvanie, où Marie a fréquenté une école quaker. En 1840, Mary Ann est retourné à West Chester et a créé une école pour les enfants noirs. Elle a également enseigné plus tard à Norristown, en Pennsylvanie et à New York.
Trois ans après l'adoption de la Fugitive Slave Act, en 1850, A. D. Shadd a déménagé sa famille au Canada, et l'a installé à North Buxton, en Ontario. En 1858, il est devenu le premier homme noir à être élu à des fonctions politiques au Canada (comme conseiller du canton de Raleigh), en Ontario.

### Militantisme social
En 1850, Mary Shadd et son frère Isaac se sont installés à Windsor, en Ontario, à la frontière avec Detroit. À Windsor, elle crée une école ouverte à toutes les races, et fonde un journal anti-esclavagiste appelé The Provincial Freeman. Elle devient ainsi la première Noire à fonder un hebdomadaire. À ses côtés, Isaac a géré les affaires commerciales quotidiennes du journal. Il a également accueilli à son domicile des rassemblements préparant le raid de l'abolitionniste John Brown, en 1856, sur l'arsenal fédéral qu'abritait alors le village d'Harpers Ferry.
Mary Ann a voyagé à travers le Canada et les États-Unis plaidant pour une intégration des Noirs comme citoyens à part entière dans la société. Elle a promu l'émigration vers le Canada des esclaves, pour gagner leur liberté, et a publié en particulier, dès 1852, un  plaidoyer pour l'émigration : A Plea for Emigration; or Notes of Canada West, in Its Moral, Social and Political Aspect: with Suggestions respecting Mexico, West Indies and Vancouver's Island for the Information of Colored Emigrants .
Ce plaidoyer pour l'émigration a fait d'elle une personnalité controversée au sein de la communauté noire aux États-Unis. Elle a toutefois été acceptée comme déléguée à la Colored Convention de Philadelphie en 1855. Elle y a été finalement bien accueillie, selon les mémoires de Frederick Douglass. Cependant, sa présence à la Convention a été largement éludée du procès-verbal, probablement parce qu'elle était une femme.

### La guerre de Sécession

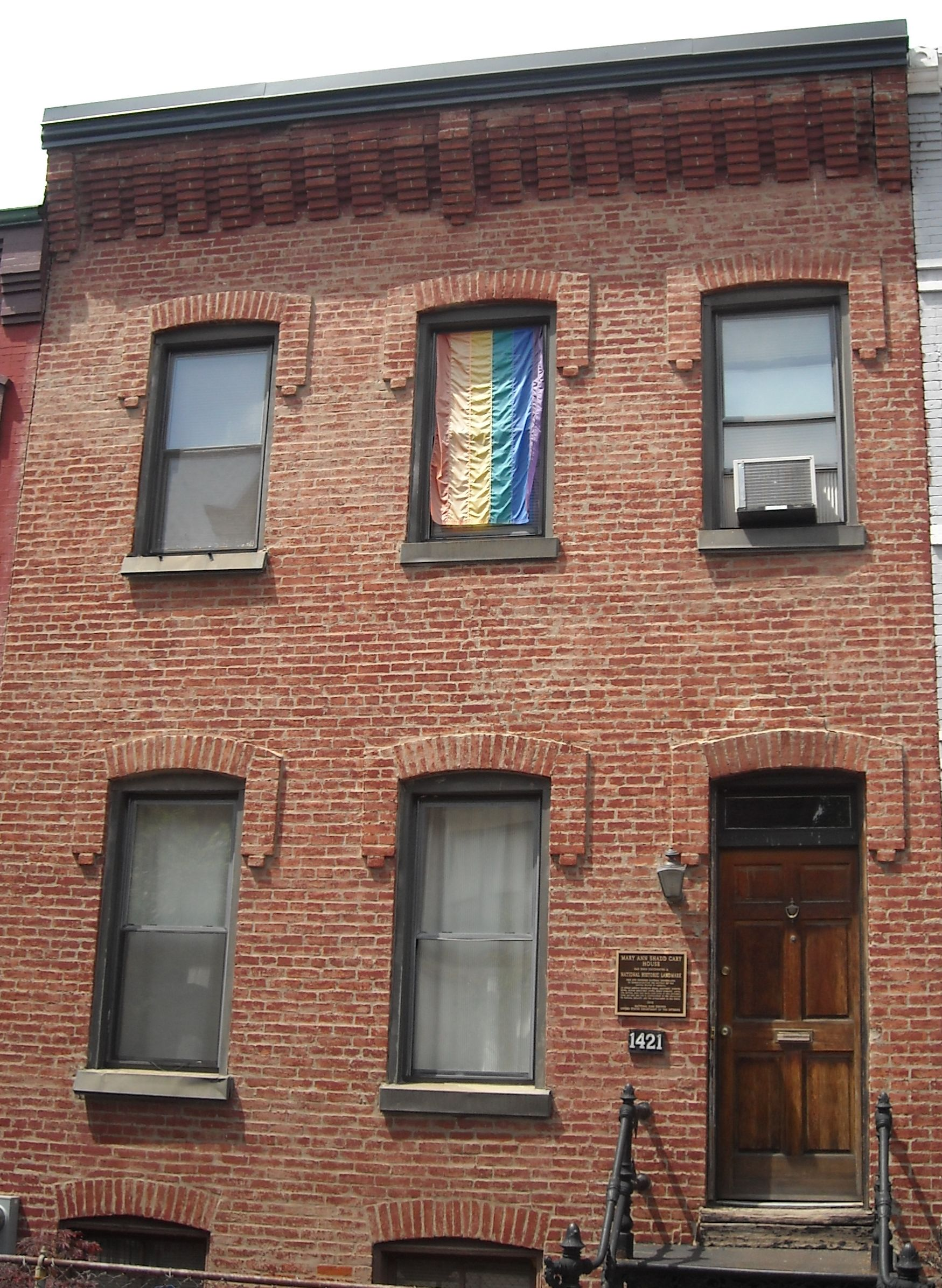
Maison de Mary Ann Shadd Cary à Washington.

En 1856, elle épouse Thomas F. Cary, un barbier de Toronto, impliqué dans l'édition du Provincial Freeman. Elle a une fille nommée Sarah et un fils nommé Linton. Après la mort de son mari en 1860, Mary Shadd Cary et ses enfants retournent aux États-Unis. Pendant la guerre civile, à la demande de l'abolitionniste Martin Delany, elle sert comme officier recruteur de l'Union Army dans l'État de l'Indiana, seule femme dans cette fonction. Après la guerre de Sécession, elle enseigne dans les écoles noires de Wilmington, avant de déménager à Washington, où elle enseigne dans les écoles publiques tout en s'inscrivant à l'École de droit de l'université Howard. Elle est diplômée en tant qu'avocate à 60 ans, en 1883, devenant ainsi la deuxième femme noire aux États-Unis à obtenir un tel diplôme. Elle écrit pour les journaux National Era et The People's Advocate.
Elle rejoint la National Woman Suffrage Association, y œuvrant aux côtés de Susan B. Anthony et Elisabeth Cady Stanton pour le droit de vote des femmes.
Elle meurt à Washington, le 5 juin 1893. Elle est inhumée au Columbian Harmony Cemetery.

## Hommage
- 1998 : cérémonie d'admission au National Women's Hall of Fame[11]